# Bolszenizowcewo
Bolszenizowcewo (ros. Большенизовцево) – wieś (ros. село, trb. sieło) w zachodniej Rosji, w sielsowiecie niekrasowskim rejonu rylskiego w obwodzie kurskim.

## Geografia
Miejscowość położona jest u źródła rzeki Kamienka, 6,5 km od centrum administracyjnego sielsowietu niekrasowskiego (Niekrasowo), 10 km od centrum administracyjnego rejonu (Rylsk), 112 km od Kurska.

## Demografia
W 2010 r. miejscowość zamieszkiwało 200 osób.